# Ошурков, Борис Михайлович
Борис Михайлович Ошурков (1887—1927) — учёный-теплотехник, специалист по паровым турбинам, двигателям внутреннего сгорания и промышленным установкам. Инициатор и руководитель работ по тепловозостроению. Автор многочисленных проектов силовых установок плана ГОЭЛРО. Профессор.

## Биография
Родился в Москве в 1887 году.
После окончания среднего училища в 1907 году поступил в Императорское Московское техническое училище (ИМТУ) на механическое отделение по специальности «Двигатели внутреннего сгорания». Руководителем дипломного проекта у Ошуркова был В. И. Гриневецкий, который обратил внимание на его одарённость и в дальнейшем неоднократно привлекал к научной работе. В 1915 году Б. М. Ошурков вместе с Е. Н. Тихомировым в имении Гриневецкого выполнял свой дипломный проект — тепловоз по схеме В. И. Гриневецкого.
По окончании училища Ошурков работал инженером на машиностроительном заводе. В годы Первой мировой войны он перешёл на работу на одно из оборонных предприятий, где принимал участие в проектировании объектов военного назначения.
После смерти в 1919 году В. И. Гриневецкого возвратился в Москву и получил предложение от дирекции Московского высшего технического училища (МВТУ) читать лекции по ряду дисциплин.
Это послужило началом большой, плодотворной педагогической работы Б. М. Ошуркова, в которой проявился его яркий талант лектора и преподавателя. Борис Михайлович также был большим мастером иллюстрировать свои лекции оригинальными схемами и чертежами.
Список научных и технических дисциплин, над которыми работал Борис Михайлович — термодинамика, паровые машины, паровые турбины, двигатели внутреннего сгорания, тепловозы, сопротивление материалов, детали машин, начертательная геометрия.
Большое участие принял в организации Всесоюзного теплотехнического института (ВТИ) им. профессоров В. И. Гриневецкого и К. В. Кирша. В скором времени его избрали заместителем директора института, а затем членом редакции журнала «Известия Теплотехнического института». Одновременно он являлся членом редакционного совета журнала «Вестник инженеров».
По инициативе Б. М. Ошуркова во ВТИ был создан тепловозный отдел, который приступил к постройке тепловоза по системе Гаккеля. Борис Михайлович как одарённый инженер и конструктор участвовал в постройке этого тепловоза, успешный пробег которого был осуществлён из Ленинграда в Москву 16 января 1925 года. В Москве была организована торжественная встреча первого тепловоза, построенного в СССР.
В последние годы Борис Михайлович Ошурков вёл большую общественную работу как депутат Моссовета. Он был обаятельным, чутким человеком, пользовался безграничным доверием и уважением у своих сослуживцев, студентов и всех, кому приходилось иметь с ним дело.
Скончался 10 июня 1927 года от паралича сердца. Похоронен на Семеновском кладбище.

## Публикации
Автор нескольких учебников, среди них можно назвать «Курс технической термодинамики» (первое издание этого учебника вышло в 1923 году, а третье — в 1931 году), «Курс тепловых двигателей» (1924) и др. В 1924 году Б. М. Ошурков опубликовал статью «Бескомпрессорные дизель-моторы». Эта статья предназначалась не только студентам, но и инженерам и техникам, специализирующимся по двигателям внутреннего сгорания, она была одной из первых статей на русском языке на эту тему. В ней также описаны особенности двигателя Гриневецкого.